# Корабельний секретар
Корабельний секретар — в Російській імперії військово-морський чин у 1722—1764 роках, відносився до XI класу. У 1764—1834 роках цивільний чин XI класу згідно Табелі про ранги.

## Історія створення
Чин «корабельного секретаря» з'явився при затвердженні 24 січня (4 лютого) 1722 року, закону про порядок державної служби в Російській імперії — «Табелі про ранги», займаючи XI клас.

## Опис
Спочатку існував як військовий чин, згодом його перевели до цивільних чинів. Обіймав XI клас в «Табелі про ранги». Входив в категорію «обер-офіцерів». Чин надавався за вислугою років або за службові заслуги. Титульне звернення до корабельних секретарів було — «ваша шляхетність». З кінця XVIII сторіччя перестав присвоюватися, був скасований в 1834 році.

## Корабельний секретар в літературі
- У 2003 році письменником-фантастом Олександром Громовим була написана повість «Корабельний секретар».